# Fawzi Chekili
 (mars 2025).
Si vous disposez d'ouvrages ou d'articles de référence ou si vous connaissez des sites web de qualité traitant du thème abordé ici, merci de compléter l'article en donnant les références utiles à sa vérifiabilité et en les liant à la section « Notes et références ».
Fawzi Chekili (arabe : فوزي الشكيلي), né le 27 mai 1950 à Kélibia, est un musicien et compositeur tunisien. Il est avant tout guitariste de jazz mais également pianiste et joueur de oud.

## Biographie
Fawzi Chekili étudie la littérature anglaise à l'université de Tunis. Il apprend la guitare, le piano et le oud en autodidacte. Il met au point le udgé, un instrument de musique reprenant les caractéristiques du oud et de la guitare. Il s'intéresse très vite au jazz, qu'il découvre en Angleterre où il réside au début des années 1970. Il est aujourd’hui actif autant sur la scène tunisienne qu'internationale, et enseignant à Tunis.
Sa musique est née dans le jazz avec ses harmonies et son phrasé mais reste largement ouverte à diverses influences ethno-culturelles, et plus particulièrement à la chaleur des modes orientaux, tunisiens et arabes, qu'il va soigneusement intégrer dans un registre autre que celui auxquels ils appartiennent.

## Discographie
- 1976 : Alech
- 1987 : Carthago
- 1988 : Découvertes 88
- 1994 : Taqasim (enregistré aux Pays-Bas et en Tunisie)
  - Miko Aleksic (guitare basse)
  - Johan Vermuyen (ténor et soprano de saxophone)
  - Riki Ristelic (batterie et percussions)
  - Herman Wolters (claviers)
  - Fawzi Chekili (guitare, udgé et claviers)
  - Imed Bradii (accordéon)
  - Nabil Ouerghi (basse)
  - Habib Samandi (percussions)
  - Samir Soltana (batterie)
- 1996 : Coups de théâtre (compilation de compositions ou arrangements pour le théâtre et le cinéma tunisien)
  - Beckie Bouvier (chant)
  - Nebil Ouerghi (chant)
  - Karima Ben Amara (chant)
  - Hichem Badrani (nay)

- 1998 : Bédouine (projet austro-tunisien)
  - Oliver Kent (piano)
  - Heimo Wiederhofer (batterie)
  - Werner Feldgrill (basse)
  - Fawzi Chekili (guitare, udgé et claviers)
  - Habib Samandi (percussions)
  - Youssef Chaouali (accordéon)
- 2000 : Anfass (projet belgo-tunisien)
  - Fawzi Chekili (guitare acoustique, oud et darbouka)
  - Alain Pierre (guitare classique)
  - Steve Houben (saxophone et flûte)
  - Hichem Badrani (nay, darbouka, vocal et oud)
- 2005 : Echihem (enregistré à Rome)
  - Pietro Iodice (batterie)
  - Pino Iodice (piano acoustique)
  - Youssef Chawali (accordéon)
  - Gianluca Venzi (contrebasse)
  - Farouk Ben Hassine Bey (batterie et percussions)
  - Paolo Inarella (ténor et soprano de saxophone et flûte)
  - Fawzi Chekili (guitare et oud)

## Activités
Entre 1979 et 2007, il donne plusieurs concerts au Festival international de Carthage mais aussi au Festival de la médina de Tunis en 1996, au Tabarka Jazz Festival entre 1997 et 2005 et au Festival international d'Hammamet en 2003.
En 1992, il effectue une tournée en Tunisie avec le tromboniste américain Glenn Ferris. Il en effectue d'autres en 1999 et 2000 où il se rend également en Belgique. En mars 2001, il effectue une nouvelle tournée en Belgique, au Luxembourg et aux Pays-Bas.
En mars 2004, il participe à la création de l'école de jazz au sein du Centre des musiques arabes et méditerranéennes. En juin 2005, il reçoit le Prix du jury de l'International Massimo Urbani Award. Il donne également des concerts ponctuels lors de festivals ou d'évènements en Algérie, en Allemagne, en Autriche, en France, aux États-Unis, au Canada, en Belgique, etc.